# L'Amant fantôme
Pour plus de détails, voir Fiche technique et Distribution.
L'Amant fantôme (La ragazza del bersagliere) est un film italien d'Alessandro Blasetti sorti en 1967.
Il s'agit de l'avant-dernier film réalisé par Blasetti. Il est basé sur la pièce de théâtre homonyme, écrite par Edoardo Anton.

## Synopsis
Salvatore est un jeune soldat bersagliere d'origine napolitaine. Envoyé en Émilie-Romagne pour servir, il rencontre une jeune fille et en tombe éperdument amoureux. Ils prévoit bientôt de se marier. Las, Salvatore meurt subitement d'une indigestion. Désespérée, la femme cherche à attirer l'attention de nombreux prétendants. Mais l'esprit de son bien-aimé apparaît et tente par tous les moyens de communiquer avec sa fiancée.

## Fiche technique
Sauf indication contraire, les informations mentionnées dans cette section peuvent être confirmées par la base de données cinématographiques IMDb,  présente dans la section « Liens externes ».
- Titre français : L'Amant fantôme[1]
- Titre original italien : La ragazza del bersagliere[2]
- Réalisation : Alessandro Blasetti
- Scénario : Alessandro Blasetti, Leonardo Benvenuti, Piero De Bernardi d'après la pièce homonyme d'Edoardo Anton
- Photographie : Armando Nannuzzi
- Montage : Tatiana Casini Morigi (it)
- Musique : Riz Ortolani
- Décors : Luigi Scaccianoce (it)
- Production : Luigi Rovere
- Sociétés de production : Cineriz
- Pays de production :  Italie
- Langues originales : italien
- Format : Couleur
- Durée : 108 minutes
- Genre : Comédie dramatique
- Dates de sortie :
  - Italie : 14 avril 1967

## Distribution
- Graziella Granata : Anita Reali
- Antonio Casagrande : Salvatore Caputo
- Tony Renis : Carletto Spadoni
- Gigi Proietti : Cesare Bottazzi
- Renato Salvatori : Antonio
- Vittorio Caprioli : Settimo
- Rossano Brazzi : Fernando Moschino
- Leopoldo Trieste : sergent
- Franca Valeri : Bice Marinetti
- Ettore Geri : Don Lorenzo
- Valentino Macchi : L'interprète
- Piero Morgia : Bersagliere de Rome.
- Tanya Lopert : Comtesse Medioli

## Production
La plupart des scènes ont été tournées dans le village de Brescello en Émilie-Romagne.

## Distinction
- Globes d'or
  - Meilleur espoir féminin pour Graziella Granata.